# I Spadochronowe Mistrzostwa Śląska Juniorów w celności lądowania 1995
I Spadochronowe Mistrzostwa Śląska Juniorów w celności lądowania 1995 – odbyły się 23 września 1995. Gospodarzem Mistrzostw był Aeroklub Gliwicki, a organizatorem Sekcja Spadochronowa Aeroklubu Gliwickiego. Do dyspozycji skoczków był samolot An-2P SP-AOI. Celność lądowania mierzono aparaturą elektroniczną wypożyczoną z WKS Wawel Kraków. Zawodnicy startowali na spadochronach typu: PF-267, RL-16, SW-12, Tałka M i L-1.

## Rozegrane kategorie
Mistrzostwa rozegrano w dwóch kategoriach spadochronowych:
- Indywidualna celność lądowania juniorzy – skoki wykonywano z wysokości 1000 m i opóźnieniem 0–5 sekund
- Drużynowa celność lądowania juniorzy.

## Kierownictwo Mistrzostw
- Sędzia Główny: Ireneusz Zalewski
- Kierownik Sportowy: Jan Isielenis
- Komisja sędziowska: Mariusz Bieniek, Marcin Wilk[1].

Źródło: 

## Medaliści
Medalistów I Spadochronowych Mistrzostw Śląska Juniorów w celności lądowania 1995 podano za: Jan Isielenis, Archiwum Sekcji Spadochronowej Aeroklubu Gliwickiego, 1995. Brak numerów stron w książce
| Konkurencja                      | Złoto            | Srebro              | Brąz                 |
| Indywidualnie celność – juniorzy | Piotr Królak     | Mariusz Nowak       | Dominik Orpel        |
| Drużynowo celność                | WKS Wawel Kraków | Aeroklub Gliwicki I | Aeroklub Gliwicki II |

## Wyniki Mistrzostw
Wyniki I Spadochronowych Mistrzostw Śląska Juniorów w celności lądowania 1995 podano za: Jan Isielenis, Archiwum Sekcji Spadochronowej Aeroklubu Gliwickiego, 1995. Brak numerów stron w książce
W Mistrzostwach wzięli udział zawodnicy z 2 aeroklubów krajowych  Polska, w tym Aeroklub Gliwicki reprezentowały 4 drużyny juniorów, w tym, 1 drużyna dziewcząt.

### Klasyfikacja indywidualna (celność lądowania – spadochronyklasyczne) – juniorzy

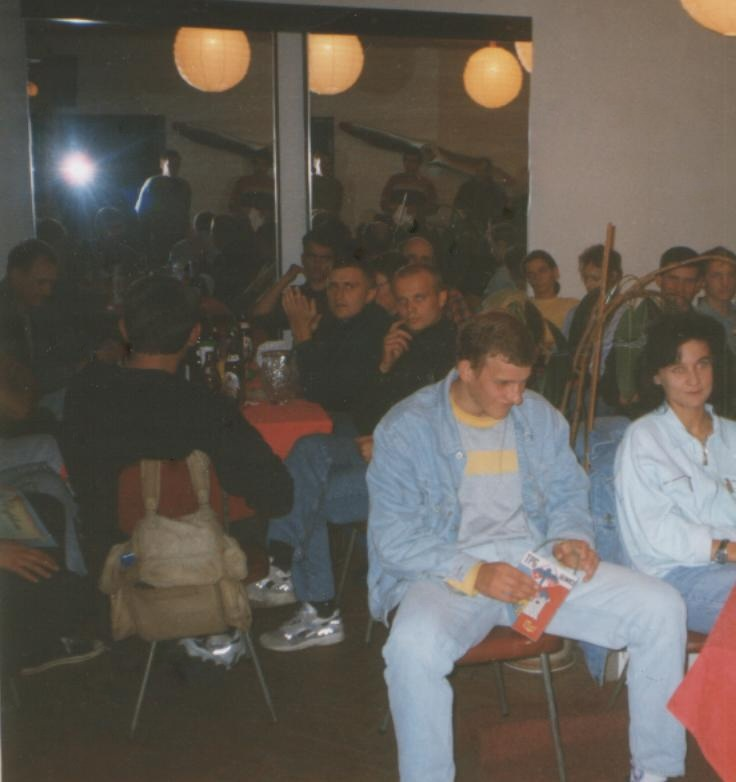
Zakończenie Mistrzostw – 1. z prawej: Natalia Myrczik

| Miejsce | Imię i nazwisko  | Nota łączna | Drużyna               |
| 1.      | Piotr Królak     | 10 pkt.     | WKS Wawel Kraków      |
| 2.      | Mariusz Nowak    | 92 pkt.     | WKS Wawel Kraków      |
| 3.      | Dominik Orpel    | 104 pkt.    | Aeroklub Gliwicki II  |
| 4.      | Piotr Gądek      | 111 pkt.    | WKS Wawel Kraków      |
| 5.      | Danuta Polewska  | 211 pkt.    | Aeroklub Gliwicki I   |
| 6.      | Agnieszka Czajka | 263 pkt.    | Aeroklub Gliwicki I   |
| 6.      | Miłosz Warda     | 391 pkt.    | Aeroklub Gliwicki II  |
| 8.      | Natalia Myrczik  | 464 pkt.    | Aeroklub Gliwicki I   |
| 9.      | Arkadiusz Ogiewa | 531 pkt.    | Aeroklub Gliwicki III |
| 10.     | Paweł Smuda      | 600 pkt.    | Aeroklub Gliwicki II  |
| 10.     | Arkadiusz Karoń  | 600 pkt.    | Aeroklub Gliwicki III |
| 10.     | Michał Kępniak   | 600 pkt.    | Aeroklub Gliwicki III |

### Klasyfikacja drużynowa celność lądowania – spadochronyklasyczne– juniorzy
| Miejsce | Drużyna               | Zawodnicy        | Wynik zawodnika | Wynik drużyny |
| ------- | --------------------- | ---------------- | --------------- | ------------- |
| 1.      | WKS Wawel Kraków      | Piotr Królak     | 10 pkt.         | 213 pkt.      |
| 1.      | WKS Wawel Kraków      | Mariusz Nowak    | 92 pkt.         | 213 pkt.      |
| 1.      | WKS Wawel Kraków      | Piotr Gądek      | 111 pkt.        | 213 pkt.      |
| 2.      | Aeroklub Gliwicki I   | Danuta Polewska  | 211 pkt.        | 938 pkt.      |
| 2.      | Aeroklub Gliwicki I   | Agnieszka Czajka | 263 pkt.        | 938 pkt.      |
| 2.      | Aeroklub Gliwicki I   | Natalia Myrczik  | 464 pkt.        | 938 pkt.      |
| 3.      | Aeroklub Gliwicki II  | Dominik Orpel    | 104 pkt.        | 1095 pkt.     |
| 3.      | Aeroklub Gliwicki II  | Miłosz Warda     | 391 pkt.        | 1095 pkt.     |
| 3.      | Aeroklub Gliwicki II  | Paweł Smuda      | 600 pkt.        | 1095 pkt.     |
| 4.      | Aeroklub Gliwicki III | Arkadiusz Ogiewa | 531 pkt.        | 1731 pkt.     |
| 4.      | Aeroklub Gliwicki III | Arkadiusz Karoń  | 600 pkt.        | 1731 pkt.     |
| 4.      | Aeroklub Gliwicki III | Michał Kępniak   | 600 pkt.        | 1731 pkt.     |